# Tảo Trichodesmium
Tảo Trichodesmium thuộc ngành tảo lam (Cyanophyta), Chi này trên thế giới đã phát hiện được 3 loài Trichodesmium erythraeum (Ehrenb.) Gomont 1982, Trichodesmium lacustre Klebahn, 1895 và Trichodesmium thiebautii. Thuộc bộ tảo Nostocales họ tảo Oscillatoriaceae. Loài Trichodesmium erythraeum (Ehrenb.) Gomont 1982 có phân bố ở ven biển Việt Nam. Là tập đoàn gồm nhiều sợi tế bào tạo thành bó thường từ 10 đến 30 sợi, đôi khi một vài sợi riêng lẻ. Các sợi tế bào thẳng, xếp song song, có khi dài đến 1mm, không thắt hẹp giữa các tế bào, không hoặc hơi nhỏ lại ở đỉnh, rộng 7 – 12 μm có khi đến 21 μm, có màu vàng sáng khi còn sống và chuyển thành xám khi trưởng thành hoặc khi cố định. Tế bào có chiều dài bằng hoặc khoảng 1/3 chiều rộng, từ 5,4 – 11 μm. Tế bào đỉnh có hình bán cầu và có mủ. Là loài tảo biển, độc có khả năng tiết ra độc tố, phân bố phổ biến ở các vùng biển nhiệt đới và cận nhiệt đới. Thường gây ra thủy triều đỏ.
Ở vùng ven biển Cần Giờ loài này có xuất hiện nhưng theo những quan trắc của chúng tôi từ năm 2004 đến nay chúng chỉ xuất hiện ở mật độ thấp.